# Babakina
Babakina is een geslacht van weekdieren uit de klasse van de Gastropoda (slakken).

## Soorten
- Babakina anadoni (Ortea, 1979)
- Babakina caprinsulensis (M. C. Miller, 1974)
- Babakina festiva (Roller, 1972)
- Babakina indopacifica Gosliner, Gonzalez-Duarte & Cervera, 2007